# Rudnica (stacja kolejowa)
Rudnica – dawna stacja kolejowa w Rudnicy, w gminie Krzeszyce, w powiecie sulęcińskim, w woj. lubuskim, w Polsce. Została otwarta w 1912 roku przez KPEV. W 1992 roku nastąpiło jej zamknięcie, a w 2008 roku jej likwidacja.